# Mount Ditte
Mount Ditte (französisch Massif A. Ditte) ist ein 1400 m hoher Berg in der Princess Royal Range auf der Adelaide-Insel westlich der Antarktischen Halbinsel. Er überragt das Kap Alexandra im Südosten der Insel.
Entdeckt und benannt wurde der Berg bei der Fünften Französischen Antarktisexpedition (1908–1910) unter der Leitung des Polarforschers Jean-Baptiste Charcot. Namensgeber ist der französische Chemiker Alfred Ditte (1843–1908). Das Advisory Committee on Antarctic Names übertrug diese Benennung 1951 in angepasster Form ins Englische.